# Moscow Ladies Open 1994
Il Moscow Ladies Open 1994 è stato un torneo di tennis che si è giocato sul sintetico indoor. Il torneo faceva parte del circuito Tier III nell'ambito del WTA Tour 1994. Si è giocato allo Stadio Olimpico di Mosca in Russia, dal 19 al 24 settembre 1994.

## Campionesse

### Singolare
Magdalena Maleeva ha battuto in finale  Sandra Cecchini con il punteggio di 7–5, 6–1

### Doppio
Elena Makarova /  Evgenija Manjukova hanno battuto in finale  Laura Golarsa /  Caroline Vis con il punteggio di 7–6, 6–4